# Kazimierz Kanaś

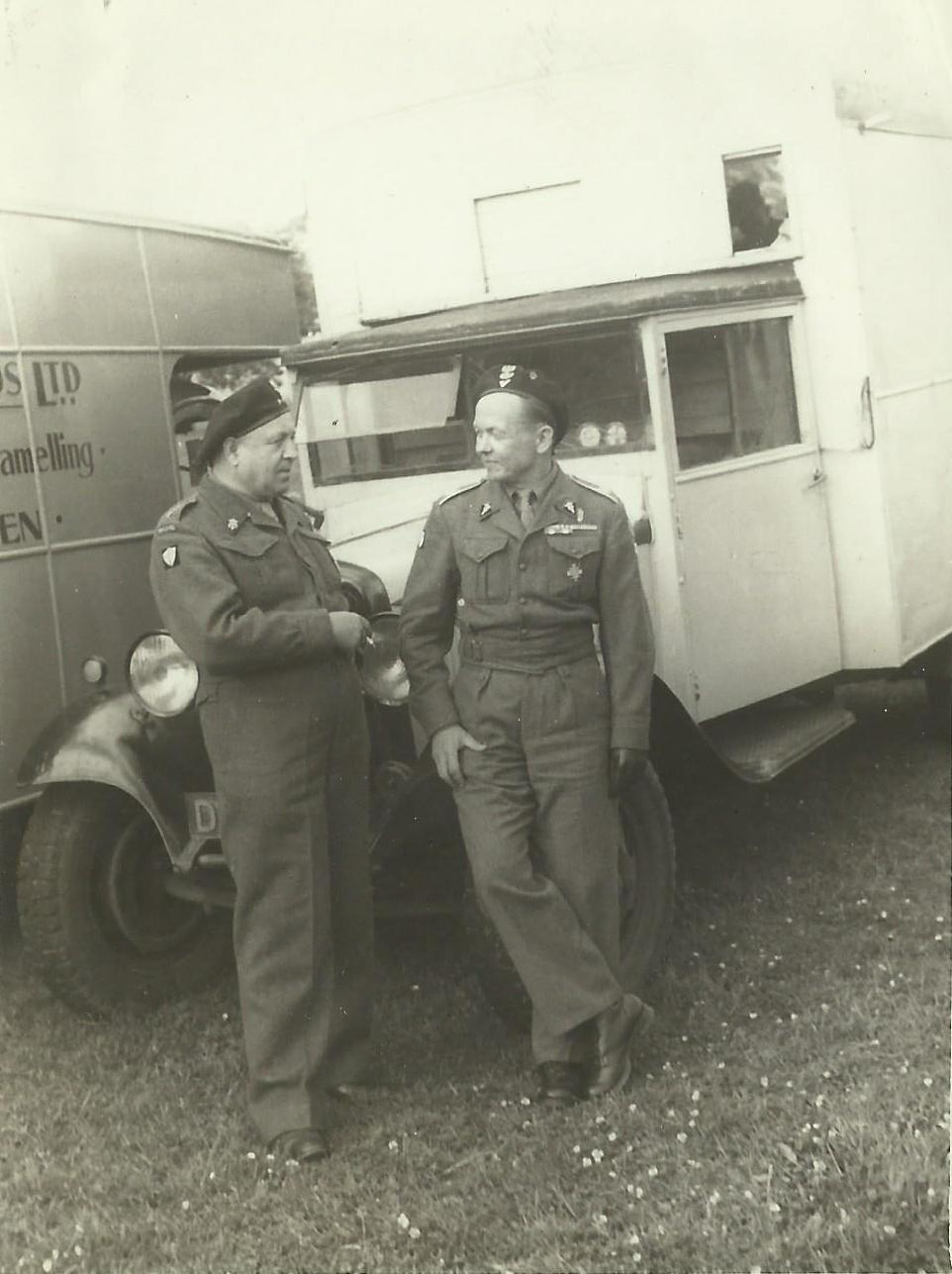
Kazimierz Kanaś z kolegą w Anglii jako żołnierze 3 Dywizji Strzelców Karpackich, 1947

Kazimierz Leon Kanaś (ur. 24 stycznia 1894 w Chłopach, zm. 17 lipca 1980 we Wrocławiu) – polski kompozytor, organista, kapelmistrz wojskowy, major Wojska Polskiego, kombatant walk I i II wojny światowej oraz wojny polsko-bolszewickiej, darczyńca ubogiej młodzieży polskiej, działacz Polonii w USA.

## Młodość
Urodził się w polskiej rodzinie rzymskokatolickiej w Chłopach, ówczesne Austro-Węgry, jako syn Wojciecha i Marii z Zarębów. Jego ojciec posiadał małorolne gospodarstwo, a poza tym dorabiał jako pomocnik w dobrach folwarcznych hrabiego Lanckorońskiego. Ukończył sześcioletnią szkołę podstawową oraz kursy rolnicze w swojej rodzinnej miejscowości.
Już od najmłodszych lat interesował się muzyką, dlatego też zaczął jej się samodzielnie uczyć. Jego pierwszym instrumentem były samodzielnie wykonane skrzypce w warsztacie stolarskim sąsiada. Od dwunastego roku życia był członkiem parafialnej orkiestry w Komarnie. W 1907 został wysłany do Ramiszowa w celu organizowania orkiestry w tamtejszej parafii. Po roku dostał się do Diecezjalnej Szkoły Organistycznej w Przemyślu, którą ukończył w 1913, po czym został nauczycielem muzyki w gimnazjum saletyńskim w Dębowcu oraz dyrygentem lokalnej orkiestry strażackiej.
W momencie rozpoczęcia I wojny światowej znajdował się w rodzinnych Chłopach. Gdy tylko ruszyły działania wojenne, w grupie 7 Polaków wyruszył z Komarna do Lwowa, skąd po kilku dniach skierowano go do właśnie formujących Legionów Polskich w Krakowie. Decyzją komisji trafił do 2 kompanii 2 pułku piechoty II Brygady Legionów Polskich. Od 14 lutego do 14 sierpnia 1915 uczył się w Szkole Podchorążych jako trębacz kompanijny w stopniu kaprala, po czym skierowano go po awansie na sierżanta do 6 pułku piechoty w charakterze zastępcy kapelmistrza. 15 lutego 1918 przeniesiono go do 2 pułku piechoty na tę samą funkcję. W połowie lutego po bitwie pod Rarańczą został internowany w Bustyahaza, a później Szaldobosna na Węgrzech, jednak z powodu braku rekruta na początku maja został przymusem wcielony do armii austriackiej i wysłany na front włoski. Od 1 lipca znajdował się w 10 pułku piechoty armii austriackiej w Nowym Sączu, która przeszła od początku listopada pod komendę Armii Polskiej. Pod koniec lutego 1919 powrócił do własnej jednostki na stanowisko kapelmistrza, z którą to brał udział w wojnie polsko-bolszewickiej.

## Lata międzywojenne
13 marca 1921 pojął za żonę Zofię Lipman, córkę Józefa i Apolonii Pilichewicz, w kościele św. Antoniego we Lwowie. Przez krótki okres służył w 42 pułku piechoty w Białymstoku jako kapelmistrz, by trafić do 4 pułku strzelców podhalańskich w Cieszynie na lata 1923–1930, gdzie w 1926 otrzymał awans na porucznika. Dzięki służbie wojskowej mógł ukończyć w 1923 Wojskowe Kursy Maturalne w Wilnie, co pozwoliło mu doskonalić swoje zdolności w Konserwatorium Muzycznym w Katowicach w latach 1932–1937 w klasie kompozycji pod kierunkiem Aleksandra Brachockiego. Było to możliwe dzięki przeniesieniu do 73 pułku piechoty w Katowicach. 
Kazimierz Kanaś był ponadto dyrygentem Wojskowej Szkoły Muzycznej, chóru mieszanego im. St. Wyspiańskiego w Szopienicach oraz chóru im. Damrota w Siemianowicach. Krótko, bo w roku szkolnym 1937/38, uczył śpiewu i muzyki w gimnazjum klasztornym w Mikołowie. 19 marca 1938 podniesiony do stopnia kapitana. Wraz z własnym pułkiem wziął udział w działaniach wojennych kampanii wrześniowej. Z powodu zbyt małej liczby żołnierzy już na początku starć członkowie orkiestry utopili instrumenty muzyczne w jednym z okolicznych stawów i chwycili za broń razem z resztą oddziału. Kazimierz Kanaś trafił do niewoli dopiero 20 września pod Krasnobrodem.

## II wojna światowa
Został umieszczony jako jeniec wojenny w oflagu VII A Murnau na terenie Bawarii w Niemczech i został zapisany pod numerem 15 116. Dzięki panującym tam w miarę dobrych warunków, gdyż był to obóz dla oficerów, mógł zaangażować się w życie kulturalne. Działał w obozowym teatrze, a przede wszystkim dyrygował utworzoną orkiestrą i chórem. Za zgodą komendy obozowej utrzymywał kontakt listowny z rodziną. Po wyzwoleniu obozu 29 kwietnia 1945 był na początku w Polskiej Grupie Wojskowej w Murnau, a później od 9 lipca jako kapelmistrz orkiestry 3 Dywizji Strzelców Karpackich we Włoszech. Z początkiem stycznia awansowano go po raz ostatni na stopień majora. Od 1 marca 1947 do 15 maja tego samego roku pracował w Dowództwie Oddziału Zaopatrzenia i Transportu 3 Dywizji.

## Emigracja
Od października 1947 znajdował się w Wielkiej Brytanii, gdzie dołączyła do niego jego żona, która w trakcie wojny została zesłana do Kazachstanu, skąd przez Tanganikę powróciła do Europy. Zamieszkali razem w Market Harborough niedaleko Leicester, gdzie starali się na nowo ułożyć sobie życie. Kazimierz Kanaś pracował w różnych miejscach m.in. fabrykach, zakładach usługowych, prywatnych przedsiębiorstwach. Jednocześnie grywał na lokalnych balach i zabawach. W połowie grudnia 1951 wyjechał do Stanów Zjednoczonych wraz żoną, osiedlił się w Cleveland. Dyrygował kilkoma chórami żeńskimi i męskimi, prowadził orkiestrę dętą Legionu Amerykańskiego im. Lincolna. Podjął pracę jako organista w polskim kościele pod wezwaniem Matki Boskiej Częstochowskiej w Cleveland. Sporadycznie udzielał lekcji gry na różnych instrumentach.

## Śmierć
Na początku lat 70. małżeństwo Kanasiów zaczęło starać się o możliwość powrotu do Polski, co też udało się dzięki pomocy dobrego przyjaciela i dalekiego krewnego ks. Edwarda Mazura SDB w 1974. Zamieszkali przy ulicy Legnickiej we Wrocławiu, gdzie też spędzili ostatnie lata. W tym okresie Kazimierz Kanaś odnowił kontakty z dawnymi przyjaciółmi z wojska, był namawiany do spisania historii 73 pułku, lecz uniemożliwił to pogarszający się stan zdrowia. Zmarł 17 lipca 1980 we Wrocławiu, msza żałobna odbyła się 21 lipca w kościele św. Michała Archanioła, a ciało spoczęło na Cmentarzu Osobowickim (pole 13, rząd 1 od pola 1, grób 329).

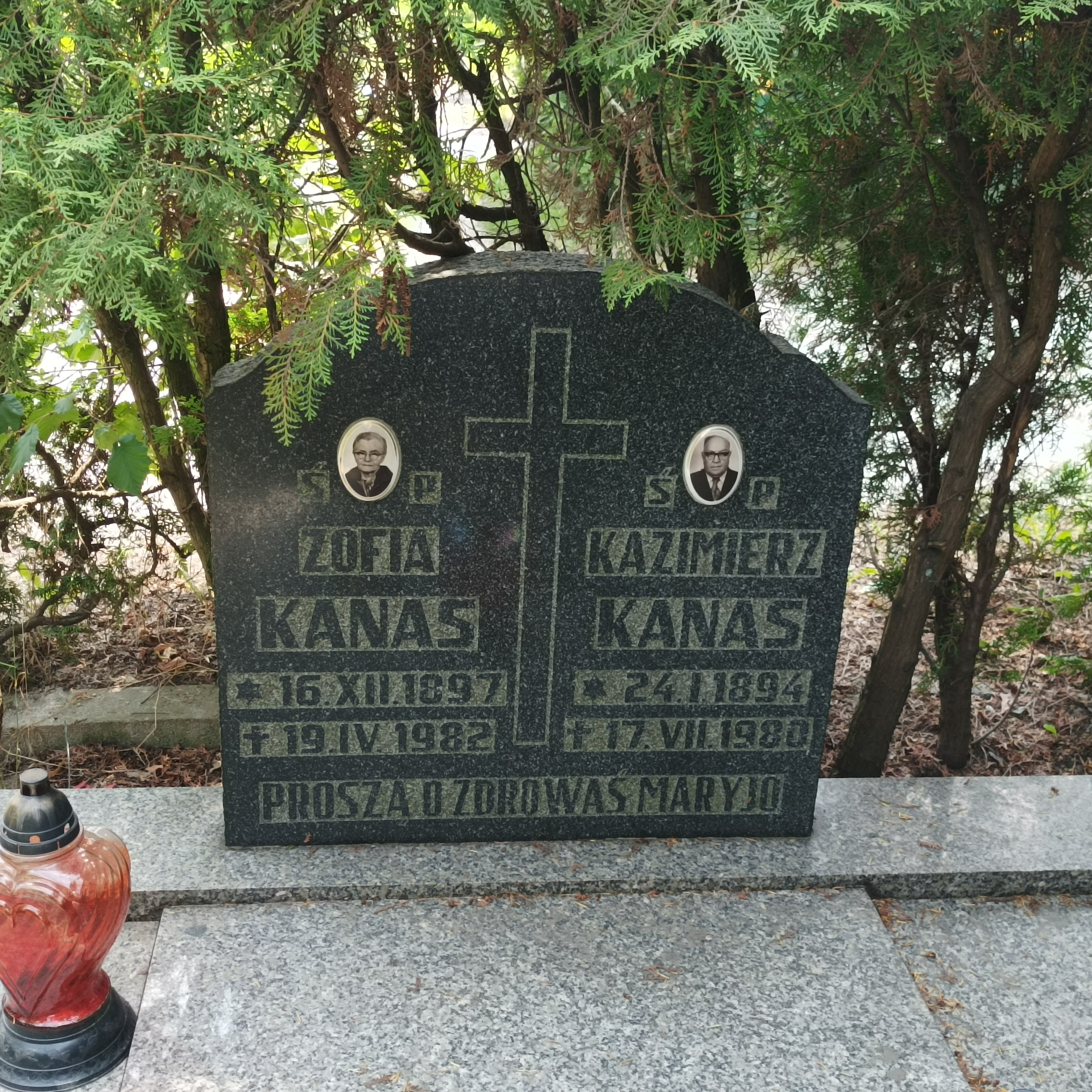
Grób Kazimierza Kanasia na Cmentarzu Osobowickim

## Twórczość
Żaden z utworów jego autorstwa nie został opublikowany, zachowały się one jedynie w postaci partytur używanych przy koncertach oraz nabożeństwach. Wśród nich są:
- andante pastorale „Kolęda Serca” przeznaczony na śpiew wielogłosowy
- andante „Msza ku czci Matki Boskiej Częstochowskiej Kyrie” skomponowany w Cleveland
- moderato „Hymn ku czci Chrystusa Króla” skomponowany w Cleveland
- andante „Pieśni” oraz andante maestoso "Chórze Pieśniowy" wielogłosowy do słów Emila Zegadłowicza powstały w latach 30. XX wieku
- „Sieroca Dola” na fortepian
- oprawa muzyczna do Psalmu 129 (andante religioso)[6]

## Ordery i odznaczenia
- Krzyż Niepodległości (6 czerwca 1931)[7]
- Srebrny Krzyż Zasługi (22 maja 1939)[8]
- Medal Pamiątkowy za Wojnę 1918–1921
- Medal Dziesięciolecia Odzyskanej Niepodległości
- Srebrny Medal za Długoletnią Służbę
- Brązowy Medal za Długoletnią Służbę

Ponadto był upoważniony do noszenia odznaczeń pamiątkowych różnych formacji polskich,. np. 9 Bolońskiego Batalionu Strzelców Karpackich.